# Altes Zollhaus (Hamilton)
Das Alte Zollhaus (englisch Former Hamilton Customs House) ist ein typisches zweigeschossiges Gebäude aus der Mitte des 19. Jahrhunderts in Hamilton in der kanadischen Provinz Ontario, das sich im historischen Stadtzentrum befindet und heute die Adresse 51 Stuart Street, Hamilton, Ontario, L8R, Canada hat.

## Geschichte
Das Gebäude wurde im Zeitraum von 1858 bis 1860 im Italianate-Stil erbaut. In Kanada war diese Stilrichtung von den 1840er bis zu den 1870er Jahren sehr beliebt. Inspiriert durch die Renaissance-Palazzi in Rom und Florenz, hatten diese Gebäude ein erhöhtes Erdgeschoss und wurden mit massigen Steinen errichtet.
Das Haus wurde von F. P. Rubidge entworfen. Heute dient es der Stadt Hamilton als Kulturzentrum (Workers Arts and Heritage Centre).

## Besondere Ausstattung
Der Grundriss des Gebäudes besteht aus einem kompakten, massigen Rechteck mit einem flachen Dach. Eine hierarchische Gliederung kann man den einzelnen Stockwerken zuschreiben, die auf einer soliden Bodenplatte aufgebaut wurden.
Die Mauern und Wände wurden mit massigen, bearbeiteten Steinen errichtet, wobei das Erdgeschoss erhöht als Podium gebaut wurde. Das erste Obergeschoss wurde mit glatten Steinquadern nach oben erbaut und mit vielen klassischen Details wie Gurtgesimsen, Gesimsen, dekorativen Formteilen und verputzten Brüstungen ausgestattet.
Die Fenster und Türen wurden mit dekorativen Einfassungen versehen. Die Fassade ist symmetrisch ausgerichtet mit einer zentralen Eingangstür. Die italienischen Motive lassen sich sowohl in der Inneneinrichtung als auch im Außenbereich finden.